# Diodotos II.

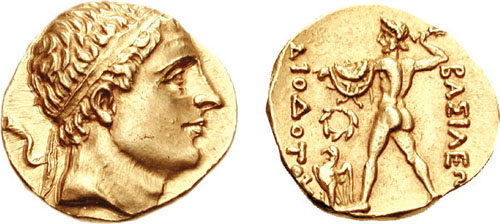
Münze Diodotos’ II.

Diodotos II. (altgriechisch Διόδοτος Diódotos) war ein König des Griechisch-Baktrischen Königreiches, der ungefähr in den Jahren von 235 bis 225 v. Chr. regierte.
Er war der Sohn seines Vorgängers Diodotos I. Er schloss mit dem Partherkönig Arsakes I. ein Abkommen, um sich gemeinsam gegen das Seleukidenreich zu wehren. Diodotos II. wurde von dem Usurpator Euthydemos I. gestürzt.